# Zenly
젠리(영어: Zenly)는 프랑스의 ZENLY사에서 개발한 위치 공유 앱이다. 현재 통칭 10대 '인싸'들에게 많은 인기를 얻고 있다.2023년에 서비스 종료하였다.

## 기능
- 친구들과의 사생활 공유
  - 위치
  - 방문한 장소, 머무른 시간 등 이동 기록
  - 배터리 정보
  - 수면 상태 여부
- 친구가 자신의 위치로 오는 데까지 소요시간
- 친구들과의 우정 관계
- 친구에게의 메시지 보내기

### 모드
- 투명 모드 : 자신의 정확한 위치가 친구에게 공유된다.
- 안개 모드 : 자신의 위치 중 1.2KM 이내의 위치가 대략적으로 공개
- 얼음 모드 : 설정 직전의 위치에서 업데이트가 멈춤
- 유령 모드 : 선택한 대상에만 위치 공유

## 흥행
젠리는 귀여운 UI, 쉬운 사용법으로 10대들에게 큰 인기를 끌었다.

## 비판

### 개인 정보 침해
젠리는 상당히 많은 개인 정보를 수집한다. 기본적으로 위치 정보, 배터리 정보, 헤드폰 연결 여부, 배터리 수준 및 플러그 상태, 와이파이 단말기의 BSSID, 무선 네트워크 이름, 타임 스탬프와 같은 위치 데이터와 자이로 스코프, 가속도계 및 컴퍼스와 같은 센서의 좌표(위도, 경도, 속도, 고도, 수평 및 수직 정밀도 등), 사용자 이름, 사용자명, 전화번호, 주소록, 친구와의 만남 빈도, 활동시간, 자주 이용하는 교통수단 등을 수집한다. 젠리는 개인 정보를 사용자 빅데이터 추출에 사용하며, 젠리 앱 내에 광고를 기재하는 파트너에 개인 정보를 공유한다. 사용자가 탈퇴하면 개인 정보는 익명화되어 영구히 저장되고 서비스 개선에 사용된다.
젠리의 웹사이트에는 사용자를 추적해 빅데이터로 가공하는 구글의 서비스인 구글 애널리틱스가 있다.

## 감시에 악용
학교 폭력 가해자가 학교 폭력 피해자에게 젠리 앱을 강제로 깔도록 하면 더 큰 학교 폭력 피해가 발생할 수 있다. 실제로 한 국내 커뮤니티에는 '왕따X 휴대폰에 젠리 깔아두게 하고 피해다니면 완전 좋다', '애인 감시용으로 자주 사용한다'라는 내용의 게시물이 올라왔다.
또한 부모가 자녀에게 이 앱을 깔도록 하면 인권 침해가 발생할 수도 있다는 주장도 있다.

## 같이 보기
- 개인정보